# Карпилівка (зупинний пункт)
Карпи́лівка — пасажирський залізничний зупинний пункт Конотопської дирекції Південно-Західної залізниці на лінії Ворожба — Конотоп.
Розташований між селами Шпокалка та Дяківка Буринського району Сумської області між станціями Кошари (5 км) та Путивль (18 км).
На платформі зупиняються приміські електропоїзди.